# Marsdiep (schip, 1964)
De Marsdiep was een veerboot van Texels Eigen Stoomboot Onderneming (TESO), ingezet op de veerdienst tussen Den Helder en Texel tussen 1964 en 1991. De komst van de Marsdiep was een mijlpaal in de geschiedenis van TESO omdat het de eerste nieuwgebouwde kopladingsveerboot was. De Texelse rederij had weliswaar met de Zeeuwse Koningin Wilhelmina een van oorsprong kopladingsveerboot in dienst, deze veerboot werd echter alleen gebruikt met zijlading. De Marsdiep vereiste de bouw van nieuwe aanlegsteigers waardoor voortaan over twee rijbanen – via de voorkant van de veerboot – geladen en gelost kon worden.
Voor het ontwerp van de Marsdiep heeft TESO goed gekeken naar Zeeland waar de Provinciale Stoombootdiensten in Zeeland (PSD) al jarenlang kopladingsveerboten in de vaart had, te beginnen met dezelfde Koningin Wilhelmina uit 1927 die TESO vanaf 1960 als zijlader gebruikte. Eind jaren 50 kwam de PSD met een nieuw type, grotere kopladingsveerboot. Op dit type schip is de Marsdiep gebaseerd, wel waren de Zeeuwse schepen met 102 meter een stuk langer dan de Marsdiep met haar 68 meter. Het ontwerp van de nieuwe aanlegsteigers was bijna identiek aan de in 1958 gebouwde aanlegsteigers in Vlissingen en Breskens.

## Een nieuw tijdperk
Op Texel brak een nieuw tijdperk aan door de komst van de Marsdiep. Het schip maakte op 18 maart 1964 de eerste proefvaart. en werd op 17 juli 1964 voor het eerst ingezet door TESO Per afvaart kon de nieuwe Marsdiep ongeveer 70 personenauto's vervoeren en 750 passagiers meenemen, een ware revolutie qua vervoerscapaciteit. Zo kon de Koningin Wilhelmina slechts 42 auto's vervoeren en De Dageraad aanzienlijk minder.
Waar de veerboot een grotere vervoerscapaciteit had, was vooral de manier van laden en lossen de ware revolutie voor het vervoer naar Texel. De speciale aanlegsteiger waarin de veerboot zich klem vaart, heet de fuik, naar het gelijknamige visserstuig waarin vissen zich klem zwemmen en zo gevangen worden. Twee heftorens takelen de brug omhoog en omlaag, afhankelijk van het getij. De brug wordt neergelaten op het schip. Passagiers konden gescheiden van het autoverkeer – op een hoger niveau – aan boord lopen en kwamen gelijk aan het op promenadedek van de veerboot. Het laden en lossen ging voortaan erg snel in Den Helder en op Texel. Daar werd op 8 juni 1962 een nieuwe veerhaven in gebruik genomen, genaamd 't Horntje.
De vernieuwingen bij TESO had het ontslag van tien werknemers tot gevolg. De veerboot Marsdiep benodigde minder bemanning en de voortstuwingsinstallatie was onderhoudsarm. De Marsdiep en later het zusterschip de Texelstroom werden aangeschaft zonder overheidsbijdrage.
Dat de veerboot Marsdiep geen overbodige luxe was, bleek wel in 1965. In het tweede weekend van juli moest de Marsdiep 40 uur onafgebroken varen om duizenden auto's naar het eiland te vervoeren. Een unieke gebeurtenis, want er werd voor het eerst in de geschiedenis ook de hele nacht gevaren. Zelfs het VVV-kantoor op Texel bleef 's nachts open om de stroom van toeristen van informatie te voorzien. TESO besloot al snel nadat de Marsdiep in de vaart gekomen was om een tweede schip van dit type te bouwen.

## Voortstuwing
De Marsdiep was uitgerust met een dieselektrische voortstuwingsinstallatie. In de machinekamer van de Marsdiep stonden drie dieselmotoren opgesteld. Deze motoren van het merk Blackstone waren van het type ESS-8-A en hadden een vermogen van 800 pk bij 900 omwentelingen per minuut. De dieselmotoren waren verbonden aan één AEG-generator welke 490 kW stroom opwekte. Aan weerszijden van de veerboot bevonden zich benedendeks de voorstuwingskamers. Hierin stond aan iedere zijde een elektromotor die daadwerkelijk de schroef(-as) aandreef. Met de dieselelektrische voortstuwing had de Marsdiep een primeur op Texel, de andere veerboten waren namelijk uitgerust met dieselmechanische voortstuwing waarbij de dieselmotor de scheepsschroef direct aandrijft.

## Indeling van het schip
De veerboot had verschillende dekken. Hieronder een kort overzicht van de dekken, te beginnen met het laagste dek, gelegen onder de waterlijn. Neem in achting dat de Marsdiep symmetrisch was zoals veel roro-veerboten voor binnenlandse diensten. Veel zaken waren dan ook dubbel uitgevoerd, na aankomst in Den Helder of Texel hoefde het schip niet te keren: de bemanning liep naar de andere 'voorkant' en zette weer koers naar de overkant.
A (Basis): Het laagste dek van het schip, geheel gelegen onder de waterlijn. Aan beide uiteinden bevonden zich de stuwmotorenkamers met daarin de elektromotoren. Via een 'tunnel' – een smalle gang tussen tanks voor waterbalast en dieselolie – was de grote machinekamer midscheeps te bereiken. Hier stonden de drie dieselmoteren naast elkaar opgeteld.
B (Tussendek): Ook dit dek ligt nog onder de waterlijn. Boven de tanks lag aan de ene kant het 'scholieren verblijf', een salon met banken gezien de naam bestemd voor scholieren. Aan de andere kant boven de tanks bevonden zich hutten voor de bemanning, een verblijf en een wasplaats met douche. Het werk in de machinekamer kon behoorlijk vies zijn, dus het was geen overbodige luxe voor de bemanning van de Marsdiep om af en toe te kunnen wassen en spoelen. De hutten waren geschikt voor 10 bemanningsleden, verdeeld over een hut geschikt voor vier personen en een voor zes personen.
Een ander belangrijk element op het B-dek was de controlekamer, de bedieningsruimte voor de machinekamer. Deze ruimte was geheel geïsoleerd en voorzien van een raam om de machines in de grote machinekamer te kunnen monitoren en bedienen. In deze ruimte bevond zich dan ook het schakelbord.
C (Rijdek): Het autodek van de veerboot. Het middelste gedeelte van het rijdek was geschikt voor drie rijen auto's, ook waren er twee 'zijgangen' van 1,82 meter breedte voor kleine personenauto's. De indeling lijkt op die van de Zeeuwse veerboten waarop de Marsdiep gebaseerd is, hier is echter plaats voor drie rijen auto's en zijn de zijgangen breder. Naast het rijdek bevinden zich er op het autodek van de Marsdiep enkele toiletten en bergplaatsen voor verf, lampen en post. Het rijdek werd afgesloten door twee deuren aan de voor- en achterzijde van de veerboot. De Marsdiep was ook geschikt om als zijlader gebruikt te worden, daarom waren er ook twee deuren aan de zijkant aangebracht.
D (Bovenrijdek): De benaming van dit dek doet vermoeden dat er twee aparte rijdekken waren, zoals op de TESO-veerboot Molengat. Dat was niet het geval, de Marsdiep was een zogenaamd enkeldeksveerboot. Met het bovenrijdek werd de tweede helft van het rijdek bedoeld, een tussendek met plaats voor fietsers. Erg groot was dit dek niet, want het autodek liep in de hoogte door. Dit was nodig om hoge vrachtwagens te vervoeren, daarom was alleen de zijkant over.
E (Promenadedek): Boven het rijdek bevond zich het promenadedek, het dek met de salons en het buffet. Passagiers kwamen hier de veerboot op en konden hier aan open dek staan om bijvoorbeeld meeuwen te voeren en te genieten van het uitzicht. Midscheeps waren er toiletten gesitueerd en de kombuis, de scheepskeuken.
F (Brugdek): De scheepsbrug is gelegen op het brugdek, de top van het promenadedek. Dit dek werd in de volksmond ook weleens het schoorstenendek genoemd omdat de twee schoorstenen. In de schoorstenen waren generatoren voor (nood-)stroom gesitueerd, naast de doorvoer en afvoer van uitlaatgassen uit de machinekamer. Aan beide uiteinden van het dek bevonden zich de twee stuurhuizen, de plek waar de bemanning de veerboot stuurt en bedient.
G (Topdek): Boven op het stuurhuis bevond zich het hoogst gelegen dek. De bemanning kon op het topdek op uitkijk staan of het zoeklicht bedienen.

## Zusterschip Texelstroom

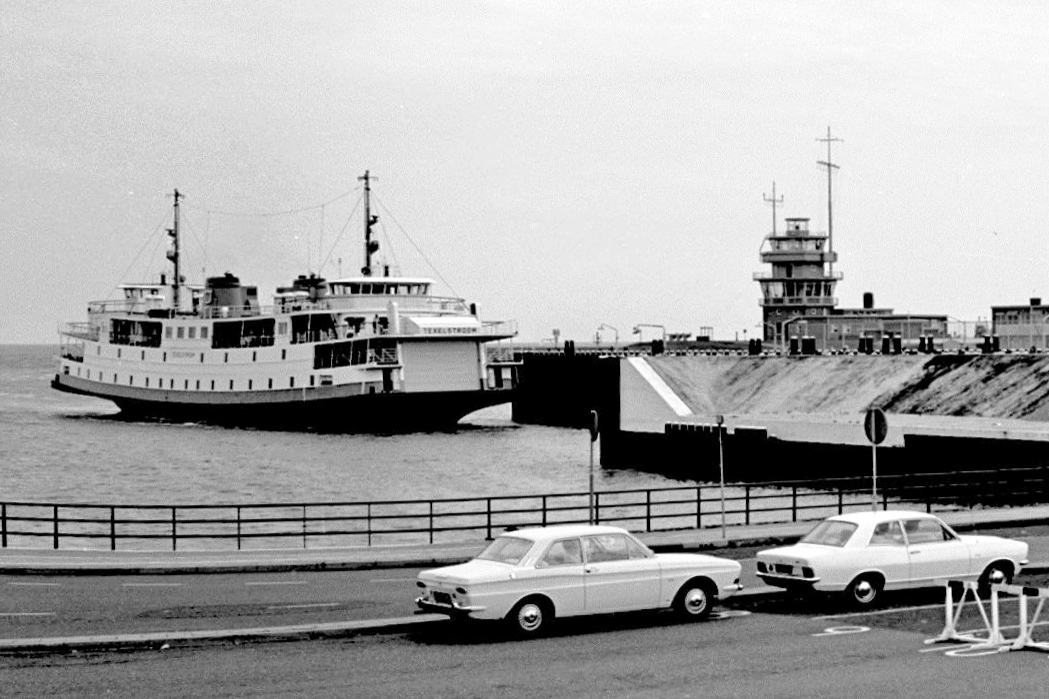
Het zusterschip van de Marsdiep in Den Helder

De TESO nam op 23 juni 1966 het zusterschip van de Marsdiep in de vaart: de Texelstroom. Weinig gebruikers van de veerdienst Den Helder-Texel zullen uiterlijke verschillen hebben ontdekt tussen de schepen, ze waren bijna identiek. Toch waren er wel een aantal verschillen, zo ontbrak op de Texelstroom de hut achter de stuurhuizen en is het schip ook niet voorzien van deuren voor zijlading. Bovendien was de Texelstroom iets breder dan de Marsdiep. Die extra breedte maakte dat plaats was voor dertig auto's extra in de zijgangen van het bovenrijdek, het D-dek op halve hoogte boven de zijgang. Deze ruimte is nooit benut, waarschijnlijk omdat er dan eerst aanpassingen nodig zouden zijn aan de aanlegbruggen.

## Dokincident
'Veerboot valt uit blokken', kopt de krant Het Vrije Volk over een incident op 9 oktober 1982. De veerboot was de Marsdiep en lag in een droogdok van scheepswerf Boele in Bolnes bij Ridderkerk toen het noodlot toesloeg en het schip kantelde en omviel. Niemand raakte gewond, maar het schip werd door de val wel beschadigd, voornamelijk omdat de val gebroken werd door de kademuur. TESO raamde de schade aan de Marsdiep op 1 miljoen gulden, ongeveer een zesde van de nieuwprijs. Vlak na het incident was onduidelijk of de veerboot als total loss beschouwd zou moeten worden. Dit bleek later niet het geval, de scheepswerf was niet echter niet bereid tot een schadevergoeding.

## Uit de gratie
Files naar Den Helder en enorme wachtrijen voor de boot, dat was in de jaren 70 al een normaal beeld. De Marsdiep en Texelstroom konden maar moeizaam de grote verkeersstromen aan. Even werd nagedacht om de schepen te verlengen, maar gezien het formaat van de havens werd dit plan nooit uitgevoerd. Wederom keek TESO goed naar Zeeland, waar sinds 1968 dubbeldeksveerboten in de vaart waren. TESO nam in 1980 de dubbeldekker Molengat in dienst en 10 jaar later de Schulpengat. Overigens werden pas in 1986 de aanlegsteigers aangepast om ook het bovenrijdek van de Molengat te kunnen gebruiken, tot die tijd was het schip genoodzaakt als enkeldekker te varen. Na de komst van de Schulpengat in 1990 was het niet meer nodig om de twee enkeldeksschepen in de reservevloot te behouden.
De Marsdiep maakte begin 1990 de laatste reizen als dienstboot. De dienstboot is de veerboot die in de vaart is voor het uitvoeren van de normale dienstregeling. Vaak wordt ook een tweede veerboot ingezet voor uitzonderlijke diensten, bijvoorbeeld in de spitsuren of voor extra afvaarten bij vakantiedrukte. Na de komst van de Schulpengat was het niet meer nodig om de Marsdiep als dienstboot in te zetten en werd de veerboot slechts nog sporadisch ingezet bij problemen met de andere schepen of bij extreme drukte. In 1991 werden de Marsdiep en haar zusterschip Texelstroom uit de vaart genomen door TESO.

## Verkoop naar Malta: voorbereidingen
TESO wist in 1992 de Marsdiep en zusterschip Texelstroom te verkopen aan Shore Consultants Ltd, gevestigd in Valletta op het eiland Malta. Verschillende Nederlandse veerboten waren al verkocht en ingezet op Malta, de twee TESO-enkeldekkers vervingen enkele oudere voormalige PSD-veerboten op Malta.
De Marsdiep werd eerst afgemeerd in de fuik van 't Horntje op Texel, daar werden reserve-onderdelen geladen zoals een scheepsschroef. In de haven van Den Helder hebben de twee veerboten een tijdje samen aan de kade opgelegd gelegen in afwachting van vertrek. Op 16 juni 1992 werd naar de haven van Amsterdam gevaren, waar het schip geschikt werd gemaakt voor de zeereis naar Malta. Op 7 juli 1992 volgt ook de Texelstroom de weg naar Amsterdam. Om onderweg niet te hoeven bunkeren werden veel vaten brandstof meegenomen en in de zijgangen vastgesjord. De veerboten vertrekken na het verlaten van de zeesluizen van IJmuiden definitief uit Nederland.

## Tweede carrière op Malta
Aangekomen in Valletta op Malta werd begonnen met de bouw van een klep op de Marsdiep. Waar in Nederland de brug van de aanleginrichting op het schip werd neergelaten, moest bij het ontbreken van zo'n walinstallatie in Malta een andere oplossing gevonden worden. Een neerlaatbare klep werd aan de voor- en achterkant gemonteerd en in eerste instantie geel / wit geschilderd in de TESO-huisstijl die de Marsdiep nog bezat. Ook behield de veerboot nog de naam Marsdiep.
Pas drie jaar later, op 1 augustus 1995, werd de Marsdiep overgedragen van Shore Consultants Ltd naar reder Gozo Channel Line. Dit kwam omdat er geen toestemming was van het parlement van Malta om de schepen in te zetten. In 1995 werd de nieuwe naam van de veerboot Mgarr, het zusterschip Texelstroom stond voortaan te boek als Cittadella. Vanaf de zomer van 1995 werden de Mgarr en Cittadella ingezet op Malta.

## Veerdienst Malta - Gozo
De schepen waren nodig voor de veerdienst tussen Malta en Gozo, een klein naburig eilandje. Specifieker gesteld ging de veerdienst tussen de havens van Mġarr – waar de voormalige Marsdiep naar vernoemd was – op Gozo en Ċirkewwa op Malta. De twee veerboten kregen een nieuwe kleurstelling, het TESO-geel verdween van de romp en maakte plaats voor een voornamelijk wit design met een klein kleuraccent (blauw & geel) in de vorm van een bies. Bij het neerlaten van de landingsklep in de havens werd de originele naam van het schip zichtbaar. De naam 'Marsdiep' boven de oorspronkelijke deur van het rijdek was wit overgeschilderd.

## Sloop
De nieuwe reder vond de schepen goed functioneren, maar gezien de ouderdom besloot men eind jaren 90 om voor het eerst in de geschiedenis van Gozo Channel Ltd nieuwe veerboten te laten bouwen. De Mgarr werd op 7 juni 2002 verkocht voor de sloop en nog dezelfde maand kwam het schip aan op het sloopstrand van Aliağa in Turkije. Ook zusterschip Cittadella bereikte het sloopstrand, op 12 juni 2002. De sloop werd vastgelegd door een lokale fotograaf en foto's bereikten na enige tijd ook Nederland.

## Herinnering leeft voort

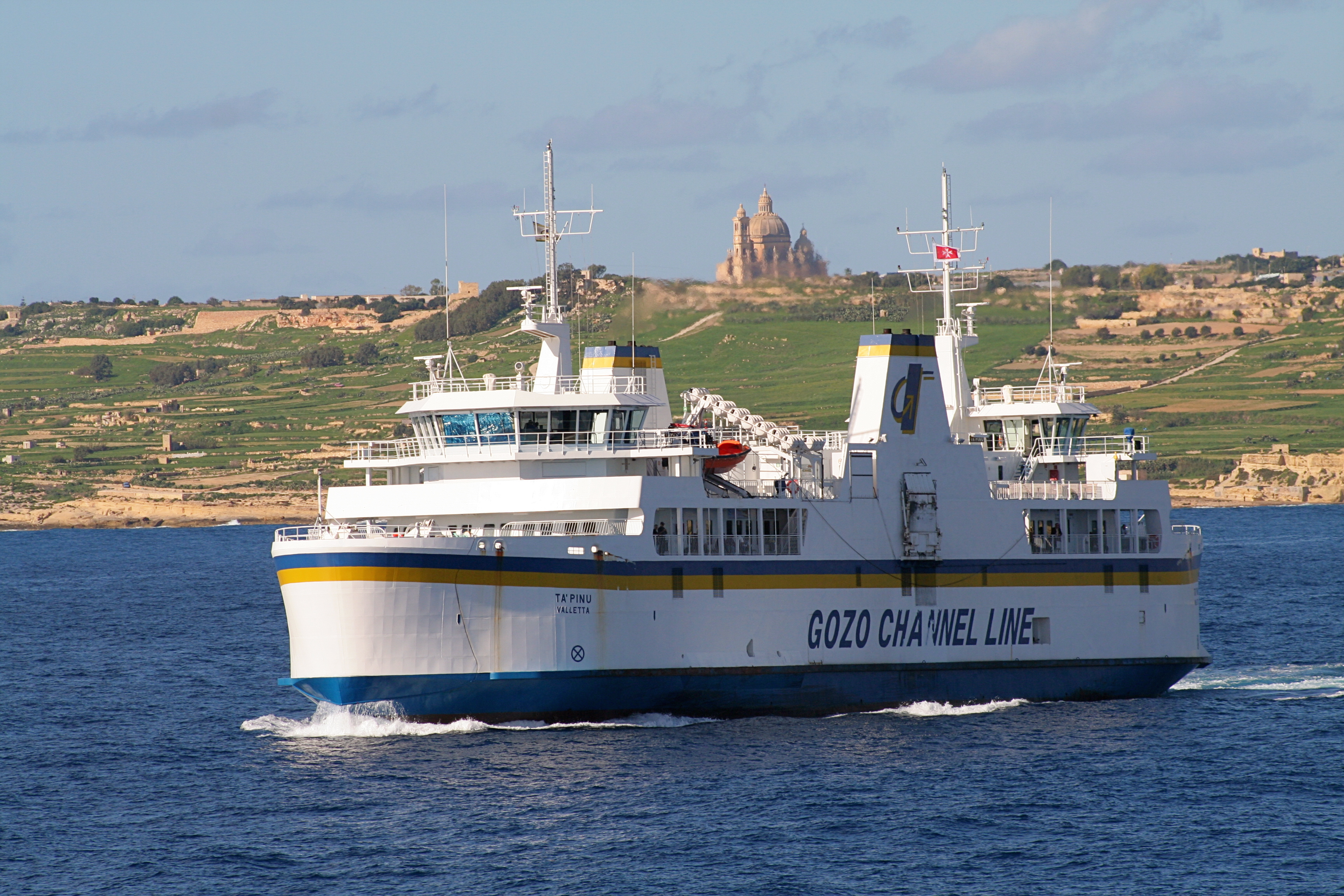
De nieuwe veerboot is gebaseerd op de Marsdiep

De schepen die Gozo Channel liet bouwen ter vervanging van de twee voormalige TESO-enkeldekkers zijn geïnspireerd op de Texelse schepen. Het eerste schip, de Ta'Pinu, uit een serie van drie kwam in 2000 in de vaart. De schepen hebben ongeveer dezelfde afmetingen en symmetrische vorm als de Marsdiep en Texelstroom. Ook hebben ze anno 2015 nog steeds hetzelfde kleurenschema als de twee Texelse veerboten hadden op Malta. De twee zusterschepen van de Ta'Pinu, de Gaudos en de Malita, kwamen in respectievelijk 2001 en 2002 in de vaart, vandaar dat in 2002 geen plek meer was voor de Nederlandse schepen.